# バッファロー'66
『バッファロー'66』（バッファロー シックスティ シックス、Buffalo '66）は1998年製作のアメリカ合衆国の映画。ヴィンセント・ギャロが監督・脚本・主演・音楽を手掛け、恋人役クリスティーナ・リッチとの淡い恋を描き話題となった。
日本版キャッチ・コピーは「最悪の俺に、とびっきりの天使がやってきた」。
2003年、スティーヴン・ジェイ・シュナイダーの『死ぬまでに観たい映画1001本』に掲載された。

## あらすじ
5年の刑期を終え、刑務所から釈放されたビリー・ブラウンは、ニューヨーク州バッファローの実家に戻ろうとするが、長年の溝がある両親には電話で刑務所にいたことは話しておらず、電話で「政府の仕事で遠くまで行っていた」と偽る。さらに勢いで「フィアンセを連れて帰る」と嘘を並べてしまう。
フィアンセどころかガールフレンドもいないビリーは、トイレを借りた建物の中のダンス教室でレッスン中だった少女レイラを拉致し、自分の妻のふりをするよう脅迫する。そしてビリーには実家に戻るだけでなく、バッファローでの真の目的もあった。
ビリーの実家であるブラウン家を訪れたふたりだが、ビリーの父ジミーも母ジャンも、息子のことを大して気にかけてはおらず、ビリーは子供のころから両親から愛情を受けてこなかったことが判る。特にジャンはひいきにしているアメフト・チームのことで頭がいっぱいで、最後にチームが優勝した1966年は、ビリーの出産のために優勝試合を観戦できなかったことを未だに愚痴る始末。4人はギクシャクしたまま、気詰まりで時に険悪な時間を過ごすことになったが、レイラの気遣いで多少は和やかになり、ふたりはブラウン家を去ることができた。
横暴で癇癪持ちで気難しいビリーに反発していたレイラだったが、ともにいるうちにビリーの純粋さや繊細さ、優しさを理解し、次第に愛情を抱くようになる。ビリーの昔馴染みのボウリング場に寄り、ふたりきりでモーテルで過ごすころには、ビリーもレイラの愛情に、かたくなな心をほぐされていった。それでも真の目的を果すために、夜中にモーテルから出かけようとするビリーに不安を感じたレイラは、必ず戻って来てくれるように訴えた。
レイラの感じたとおり、ビリーは危険を冒そうとしていた。彼が刑務所に入るはめになったのは、ノミ屋との賭け試合に負けた埋め合わせに他人の罪を被ることになったためだったのだ。ビリーは自分が負けたのはチーム・バッファローのキッカーだったスコットが八百長をしたせいだと思い込んでおり、その復讐を密かに誓っていたのだ。引退したスコットが経営するストリップ劇場に銃を持って入るビリー。そこでスコットを射殺し、自らも自殺してしまおうと覚悟を決めようとした。しかし死んだ後も何も変わらず、自分の墓の前に座って話している両親のことを想像して馬鹿馬鹿しくなり、実際に引き金を引くことなく劇場を後にする。
ビリーはレイラの元へと戻り、ふたりは抱き合って眠るのだった。

## キャスト
※括弧内は日本語吹替
- ビリー・ブラウン - ヴィンセント・ギャロ[2]（相沢正輝）
- レイラ - クリスティーナ・リッチ（大坂史子）
- ジミー - ベン・ギャザラ（糸博）： ビリーの父。
- ジャン - アンジェリカ・ヒューストン（藤木聖子）： ビリーの母。
- ウェンディ・バルサム - ロザンナ・アークエット（佐々木優子）
- ブッキー - ミッキー・ローク（手塚秀彰）： フットボール賭博のノミ屋。
- ソニー - ジャン＝マイケル・ヴィンセント（立木文彦）
- スコット・ウッズ - ボブ・ウォール（青山穣）
- グーン - ケヴィン・コリガン（クレジットなし）（落合弘治）

## 作品解説
オフビートな人間ドラマ。
最初はミニシアターで公開され、カルト的なプログレ中心の選曲、個性派揃いの豪華なキャスティング、グレーを基調とした色彩感覚や小津安二郎の影響を受けたという固定カメラ中心の独特の映像で、低予算ながら一部の映画ファンにカルト的な人気を誇っている。
プロットの一つとなっているのが、バッファロー・ビルズとニューヨーク・ジャイアンツがNFLチャンピオンシップを争った1991年の第25回スーパーボウルである。この試合はジャイアンツが20-19とリードして迎えた試合終了間際（残り8秒）にビルズのキッカー、スコット・ノーウッドが逆転を狙って蹴った47ヤードのFGが右に外れ（通称"Wide Right"）、ビルズは1点差で優勝を逃すこととなった。なお、ビルズはこの年から4年連続でスーパーボウルに出場したが、4連敗を喫している。

## サウンドトラックに使用されたアーティスト
- キング・クリムゾン
- イエス
- スタン・ゲッツ